# Клікфрод
Клікфрод (від англ. click fraud - шахрайські кліки) — вид шахрайства у мережі, що являє собою обманні кліки на рекламне посилання особою, не зацікавленою у рекламному оголошенні. 

## Опис
Може здійснюватися за допомогою автоматизованих скриптів або програм, що імітують клік користувача на рекламному оголошенні Pay per click. Склікувати оголошення можуть несумлінні вебмайстри зі своїх же сайтів, або конкуренти рекламодавців. 
За даними BusinessWeek, значно почастішали випадки клікфродів рекламних оголошень. Аналітики стверджують, що 10-15 % кліків на рекламу — помилкові. При цьому, фахівці вважають, що найбільшою проблемною в цьому плані є контекстна реклама. Найбільші онлайн-рекламодавці Заходу вирішили об'єднатися для боротьби з цією тенденцією. Втрати складають майже $ 1 млрд доларів на рік.
Виявлення клікфродів можливо проводити через постійний моніторинг рекламних кампаній. На практиці реалізацію даних напрямів діяльності може значно полегшити використання систем вебаналітики. Зокрема, відстежування IP-адрес, із яких постійно (за аномально короткий період часу) здійснюються кліки на рекламне оголошення.

## Приклади клікфрода
- Технічні кліки — це кліки, зроблені, як правило, роботами, що індексують всі посилання, розташовані на сторінці, що містить рекламні оголошення.
- Кліки рекламодавців — це кліки, що здійснюються рекламодавцями на власних оголошеннях з метою підняття рейтингу кліків (CTR) останніх і зменшення вартості переходу в ході аукціонних торгів.
- Кліки конкурентів — це переходи за оголошеннями, що здійснюються співробітниками конкуруючих структур.
- Кліки з боку недобросовісних вебмайстрів — це кліки, що здійснюються вебмайстрами або створеними ними системами з метою збільшення прибутковості майданчиків, що їм належать.